# Araucaria rulei
Araucaria rulei är en barrträdart som beskrevs av Ferdinand von Mueller. Araucaria rulei ingår i släktet Araucaria och familjen Araucariaceae. IUCN kategoriserar arten globalt som starkt hotad. Inga underarter finns listade i Catalogue of Life.

## Bildgalleri

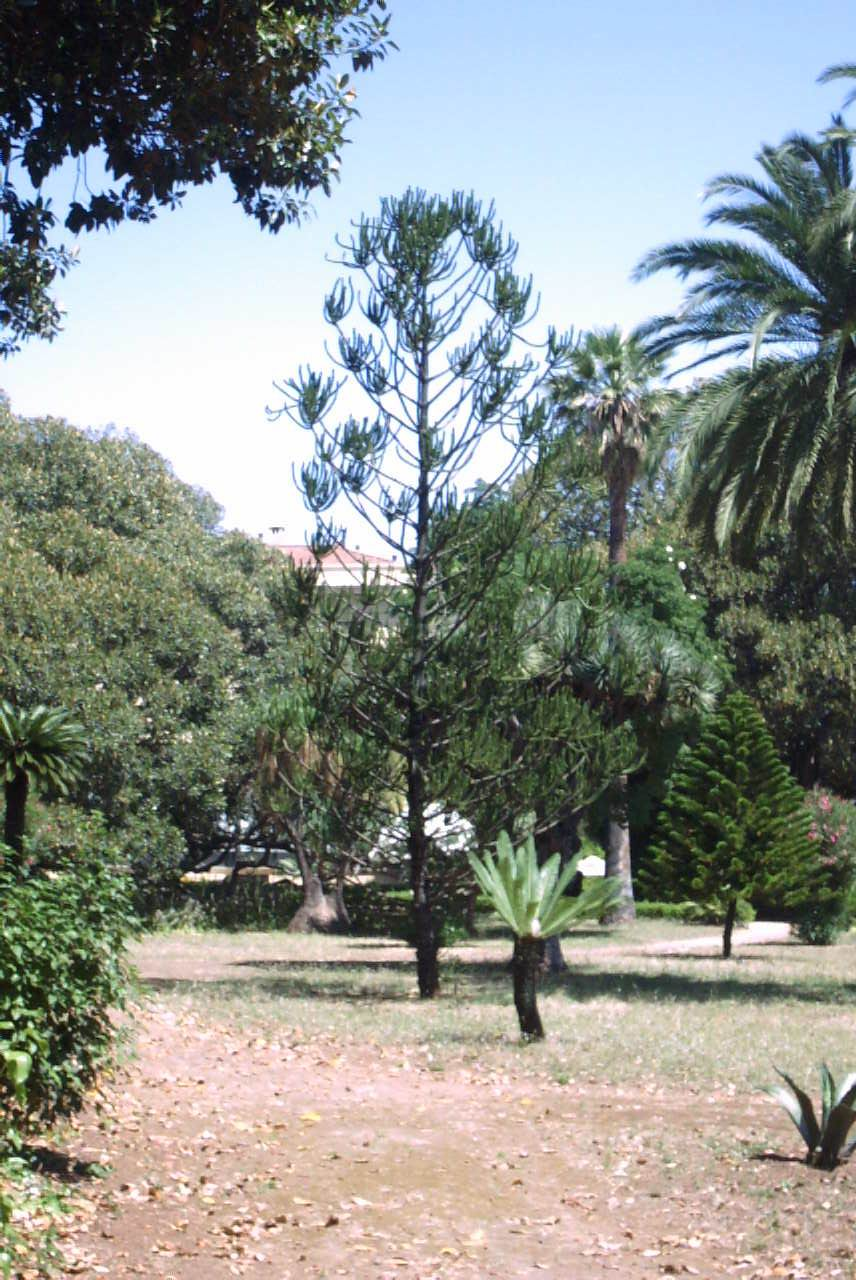
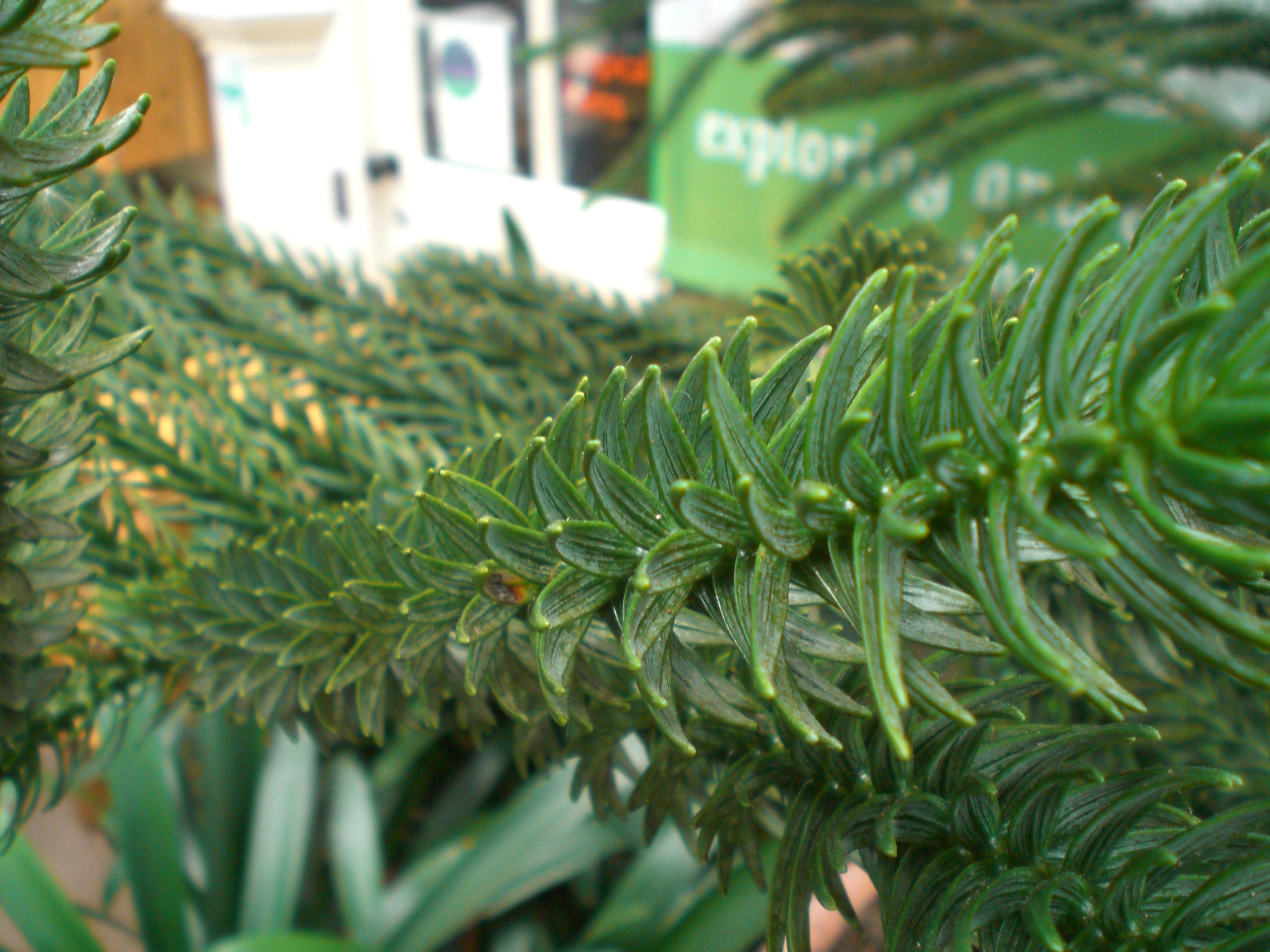